# This is Your Life: A Tribute to Ronnie James Dio
 This is Your Life: A Tribute to Ronnie James Dio – tribute album zrealizowany przez różnych wykonawców muzyki hardrockowej oraz heavymetalowej, poświęcony nieżyjącemu już wokaliście Ronniemu Jamesowi Dio. Wydawnictwo ukazało się 1 kwietnia 2014 roku nakładem wytwórni płytowej Rhino Records. W nagraniach udział wzięli m.in. Metallica, Motörhead, Scorpions czy Anthrax. Część dochodu ze sprzedaży wydawnictwa została przekazana na konto fundacji Ronnie James Dio Stand Up And Shout Cancer Fund, zajmującej się wspieraniem badań przeciwdziałąjącym chorobom nowotworowym, która założona została przez wdowę po muzyku, Wendy Dio.

## Lista utworów
Opracowano na podstawie materiału źródłowego.
1. Anthrax – "Neon Knights" - 4:29
2. Tenacious D – "The Last In Line" - 3:44
3. Adrenaline Mob – "The Mob Rules" - 3:17
4. Corey Taylor, Roy Mayorga, Satchel, Christian Martucci, Jason Christopher – "Rainbow in the Dark" - 4:24
5. Halestorm – "Straight Through the Heart" - 3:58
6. Motörhead, Biff Byford – "Starstruck" - 4:06
7. Scorpions – "The Temple of the King" - 4:37
8. Doro – "Egypt (The Chains Are On)" - 6:10
9. Killswitch Engage – "Holy Diver" - 4:09
10. Glenn Hughes, Simon Wright, Craig Goldy, Rudy Sarzo, Scott Warren – "Catch the Rainbow" - 6:42
11. Oni Logan, Jimmy Bain, Rowan Robertson, Brian Tichy – "I" - 5:30
12. Rob Halford, Vinny Appice, Doug Aldrich, Jeff Pilson, Scott Warren – "Man On the Silver Mountain" - 5:18
13. Metallica – "Ronnie Rising Medley ("A Light In The Black", "Tarot Woman", "Stargazer", "Kill The King")" - 9:04
14. Dio – "This is Your Life" - 3:26

Utwory bonusowe
1. Jasta – "Buried Alive" - 4:57

## Notowania
| Lista    | Kraj              | Pozycja |
| -------- | ----------------- | ------- |
| Ultratop | Belgia (Walonia)  | 65.     |
| Ultratop | Belgia (Flandria) | 52.     |
| OLiS     | Polska            | 40.     |